# Arapeí (kommun)
Arapeí är en kommun i Brasilien.   Den ligger i delstaten São Paulo, i den sydöstra delen av landet, 800 km söder om huvudstaden Brasília. Antalet invånare är 2 492.
Följande samhällen finns i Arapeí:
- Arapeí

Omgivningarna runt Arapeí är huvudsakligen savann. Runt Arapeí är det glesbefolkat, med 16 invånare per kvadratkilometer.